# Rob Taylor
Robert Taylor (Deddington, 23 de abril de 1959), mais conhecido como Rob Taylor, é um engenheiro britânico que foi o projetista-chefe da equipe de Fórmula 1 da Haas entre 2015 e 2024. Anteriormente, ele liderou a equipe de projetista sênior da McLaren de 2006 até 2010, tendo anteriormente sido projetista chefe de veículos para a Red Bull. Taylor também trabalhou para a Jaguar, Ferrari, Arrows e Benetton durante sua longa carreira na Fórmula 1.

## Carreira
Em 1987, Taylor começou a trabalhar para o fabricante de motores Cosworth como membro da equipe de desenvolvimento de motores Ford F1 HB V8.
Em 1989, ele ingressou na Benetton, onde atuou como engenheiro de projeto de suspensões. Em 1992, Taylor se mudou para a Ferrari, como designer de suspensão e caixa de câmbio. Em 1997, ele se transferiu para a Arrows, onde continuou trabalhando em funções semelhantes, tornando-se mais tarde projetista-chefe do Arrows A22.
Em 2002, Taylor se juntou à Jaguar Racing como projetista-chefe, liderando o projeto do Jaguar R4 e do Jaguar R5. Taylor permaneceu na equipe e, continuou exercendo o mesmo cargo, depois que o fabricante austríaco de bebidas energéticas Red Bull adquiriu a equipe no final de 2004 e transformando-a na Red Bull Racing. Taylor foi o projetista-chefe dos primeiros carros de Fórmula 1 da Red Bull e da equipe irmã Toro Rosso, o Red Bull RB1 e o Toro Rosso STR1, respectivamente. O RB1 conseguiu fechar o campeonato de construtores daquele ano em sétimo lugar, graças aos quarto lugares alcançados por David Coulthard na Austrália e Nurburgring.
Em 2006, ele optou por deixar a Red Bull e se tornou líder sênior da equipe de projeto da McLaren, cargo que ocupou até 2010. Depois disso, foi vice-projetista-chefe da Virgin Marussia/Marussia de janeiro de 2011 até setembro de 2014.
Em fevereiro de 2015, Taylor foi anunciado como projetista-chefe e diretor técnico adjunto da nova equipe de Fórmula 1, a Haas F1 Team, com ele passando a liderar o projeto do primeiro carro de Fórmula 1 da equipe estadunidense. Ele deixou sua função na equipe Haas em agosto de 2024.